# フローリン・ガルドシュ
フローリン・ガルドシュ（Florin Gardoş、 1988年10月29日 - ）は、ルーマニアの元サッカー選手。元ルーマニア代表。ポジションはDFでセンターバック。ボランチもこなす。

## 経歴
CSコンコルディア・キアジナにて主力選手として活躍。2010-11シーズンより名門ステアウア・ブカレストへ移籍した。
2009年よりU-21ルーマニア代表に招集され活躍を見せた。